# Премія НАН України імені Є. П. Федорова
Премія НАН України імені Є. П. Федорова — премія, встановлена НАН України за видатні роботи в галузі теоретичної та прикладної астрономії.
Премію засновано 1999 року та названо на честь видатного українського астронома, академіка АН УРСР Євгена Павловича Федорова.

## Лауреати премії
| Рік  | Тема | Лауреати                       | Коротко про лауреата |
| ---- | --- | ------------------------------ | --- |
| 1999 | за серію робіт «Теорія та практика застосування методу довгобазової радіоінтерферометрії (РНДБ) в астрометрії та геодинаміці»                                | Болотін Сергій Леонідович      | |
| 1999 | за серію робіт «Теорія та практика застосування методу довгобазової радіоінтерферометрії (РНДБ) в астрометрії та геодинаміці»                                | Вольвач Олександр Євгенович    | |
| 1999 | за серію робіт «Теорія та практика застосування методу довгобазової радіоінтерферометрії (РНДБ) в астрометрії та геодинаміці»                                | Яцків Ярослав Степанович       | академік НАН України, Головна астрономічна обсерваторія НАН України                                                          |
| 2001 | за серію робіт «Відкриття нових карликових галактик» | Караченцева Валентина Юхимівна | доктор фізико-математичних наук,Головна астрономічна обсерваторія НАН України                                                |
| 2003 | за роботу «Кримський огляд малих планет» | Румянцев Володимир Васильович  | доктор фізико-математичних наук, Донецький фізико-технічний інститут імені О. О. Галкіна НАН України                         |
| 2003 | за роботу «Кримський огляд малих планет» | Черних Людмила Іванівна        | Кримська астрофізична обсерваторія                                                                                           |
| 2003 | за роботу «Кримський огляд малих планет» | Черних Микола Степанович       | доктор фізико-математичних наук, Кримська астрофізична обсерваторія                                                          |
| 2005 | за цикл робіт «Каталог радіоджерел північного неба в діапазоні декаметрових хвиль»                                                                           | Брауде Семен Якович            | академік НАН України, Радіоастрономічний інститут НАН України                                                                |
| 2005 | за цикл робіт «Каталог радіоджерел північного неба в діапазоні декаметрових хвиль»                                                                           | Сидорчук К. М.                 | |
| 2005 | за цикл робіт «Каталог радіоджерел північного неба в діапазоні декаметрових хвиль»                                                                           | Сидорчук Михайло Анатолійович  | молодший науковий співробітник, Радіоастрономічний інститут НАН України                                                      |
| 2008 | за цикл робіт «Блакитні карликові галактики та проблеми темної матерії»                                                                                      | Гусєва Наталія Григорівна      | доктор фізико-математичних наук, Головна астрономічна обсерваторія НАН України                                               |
| 2008 | за цикл робіт «Блакитні карликові галактики та проблеми темної матерії»                                                                                      | Ізотов Юрій Іванович           | академік НАН України, Інститут теоретичної фізики імені М. М. Боголюбова НАН України                                         |
| 2008 | за цикл робіт «Блакитні карликові галактики та проблеми темної матерії»                                                                                      | Штанов Юрій Володимирович      | доктор фізико-математичних наук, Інститут теоретичної фізики імені М. М. Боголюбова НАН України                              |
| 2011 | за цикл робіт «Каталоги зоряних даних як інструменти астрономічних досліджень»                                                                               | Федоров Петро Миколайович      | доктор технічних наук, НДІ астрономії Харківського національного університету                                                |
| 2011 | за цикл робіт «Каталоги зоряних даних як інструменти астрономічних досліджень»                                                                               | Харченко Ніна Василівна        | доктор фізико-математичних наук,Головна астрономічна обсерваторія НАН України                                                |
| 2017 | за відкриття природних і штучних об'єктів Сонячної системи з використанням спеціально створеного програмного забезпечення обробки астрономічних спостережень | Андрук Віталій Миколайович     | науковий співробітник, Головна астрономічна обсерваторія НАН України                                                         |
| 2017 | за відкриття природних і штучних об'єктів Сонячної системи з використанням спеціально створеного програмного забезпечення обробки астрономічних спостережень | Іващенко Юрій Миколайович      | кандидат фізико-математичних наук, Головна астрономічна обсерваторія НАН України                                             |
| 2017 | за відкриття природних і штучних об'єктів Сонячної системи з використанням спеціально створеного програмного забезпечення обробки астрономічних спостережень | Саваневич Вадим Євгенович      | доктор технічних наук, Головна астрономічна обсерваторія НАН України                                                         |
| 2020 | за створення системи реєстрації особливостей електромагнітного випромінювання, розсіяного планетами Сонячної системи                                         | Длугач Жанна Михайлівна        | доктор фізико-математичних наук, провідний науковий співробітник Головної астрономічної обсерваторії НАН України             |
| 2020 | за створення системи реєстрації особливостей електромагнітного випромінювання, розсіяного планетами Сонячної системи                                         | Міліневський Геннадій Петрович | доктор фізико-математичних наук, головний науковий співробітник Київського національного університету імені Тараса Шевченка; |
| 2020 | за створення системи реєстрації особливостей електромагнітного випромінювання, розсіяного планетами Сонячної системи                                         | Синявський Іван Іванович       | кандидат технічних наук, завідувач відділу Головної астрономічної обсерваторії НАН України                                   |